# M/T Biokovo
M/T Biokovo je trajekt za lokalne linije, u sastavu flote najvećeg hrvatskog brodara Jadrolinije. Izgrađen je 2009. Za razliku od svojih "blizanaca" Marjana, Hrvata i Jurja Dalmatinca, koji su napravljeni u Brodogradilištu Kraljevica, M/T Biokovo je kao i Jadran napravljen u Brodosplitovom BSO-u.
M/T Biokovo je izgrađen za potrebe održavanja trajektne linije Split-Supetar .Najčešće plovi na liniji Split - Supetar i Split - Rogač. Trenutno plovi na liniji Split - Rogač.

## Vanjske poveznice
|  | Zajednički poslužitelj ima još gradiva o temi M/T Biokovo |